# Subovatomyzus leucosceptri
Subovatomyzus leucosceptri är en insektsart. Subovatomyzus leucosceptri ingår i släktet Subovatomyzus och familjen långrörsbladlöss. Inga underarter finns listade i Catalogue of Life.